# LHX4
LHX4 (англ. LIM homeobox 4) – білок, який кодується однойменним геном, розташованим у людей на короткому плечі 1-ї хромосоми.  Довжина поліпептидного ланцюга білка становить 390 амінокислот, а молекулярна маса — 43 124.
| 10         |  | 20         |  | 30         |  | 40         |  | 50         |
| ---------- |  | ---------- |  | ---------- |  | ---------- |  | ---------- |
| MMQSATVPAE |  | GAVKGLPEML |  | GVPMQQIPQC |  | AGCNQHILDK |  | FILKVLDRHW |
| HSSCLKCADC |  | QMQLADRCFS |  | RAGSVYCKED |  | FFKRFGTKCT |  | ACQQGIPPTQ |
| VVRKAQDFVY |  | HLHCFACIIC |  | NRQLATGDEF |  | YLMEDGRLVC |  | KEDYETAKQN |
| DDSEAGAKRP |  | RTTITAKQLE |  | TLKNAYKNSP |  | KPARHVREQL |  | SSETGLDMRV |
| VQVWFQNRRA |  | KEKRLKKDAG |  | RHRWGQFYKS |  | VKRSRGSSKQ |  | EKESSAEDCG |
| VSDSELSFRE |  | DQILSELGHT |  | NRIYGNVGDV |  | TGGQLMNGSF |  | SMDGTGQSYQ |
| DLRDGSPYGI |  | PQSPSSISSL |  | PSHAPLLNGL |  | DYTVDSNLGI |  | IAHAGQGVSQ |
| TLRAMAGGPT |  | SDISTGSSVG |  | YPDFPTSPGS |  | WLDEMDHPPF |  |            |

A: Аланін

C: Цистеїн

D: Аспарагінова кислота

E: Глутамінова кислота

F: Фенілаланін

G: Гліцин

H: Гістидин

I: Ізолейцин

K: Лізин

L: Лейцин

M: Метіонін

N: Аспарагін

P: Пролін

Q: Глутамін

R: Аргінін

S: Серин

T: Треонін

V: Валін

W: Триптофан

Кодований геном білок за функцією належить до фосфопротеїнів. 
Задіяний у таких біологічних процесах як транскрипція, регуляція транскрипції, поліморфізм. 
Білок має сайт для зв'язування з іонами металів, іоном цинку, ДНК. 
Локалізований у ядрі.